# 平林
平林，是新北市雙溪區的一個地名，位於該區中部偏西北，範圍大致包括平林里、上林里。

## 歷史
台灣清治末期，平林地區為一街庄，稱為「平林庄」，隸屬於三貂堡。該庄北與什份藔庄、三爪仔庄、武丹坑庄為鄰，東南與頂雙溪庄、丁仔蘭坑庄為鄰，西南邊為三叉坑庄、柑腳庄。
1901年（日治明治三十四年）11月，該庄隸屬於基隆廳，編入第八區。1905年（明治三十八年）7月，第八區、第九區合併為「頂雙溪區」。1920年（大正九年），該庄改制為「平林」大字，隸屬於臺北州基隆郡雙溪庄，大字下有「內平林」、「大瀨」、「新寮子」、「後番子坑」、「外平林」、「艋舺崙」、「竹寮坑」、「下崁」、「埔尾」、「麻竹坑」小字名。
戰後雙溪庄改制為雙溪鄉，隸屬於臺北縣，大字亦改制為村。2010年（民國99年）12月，臺北縣升格為新北市，雙溪鄉改制為雙溪區，村改制為里。

## 交通
省道台2丙線又稱基福公路，大致以橫向經過本地區中部，由此往東可前往雙溪市區、貢寮，隨後於福隆接上省道台2線本線，往西可前往平溪、基隆市暖暖區等地。

## 學校
- 雙溪高中

## 廟宇
- 麻竹坑福德祠（土地公廟）